# Майліно
Ма́йліно (каз. Майлин) — село у складі Аягозького району Абайської області Казахстану. Адміністративний центр Майлінського сільського округу.
Населення — 429 осіб (2021; 555 у 2009, 725 у 1999, 904 у 1989).
Національний склад станом на 1989 рік:
- казахи — 100 %